# 존 녹스

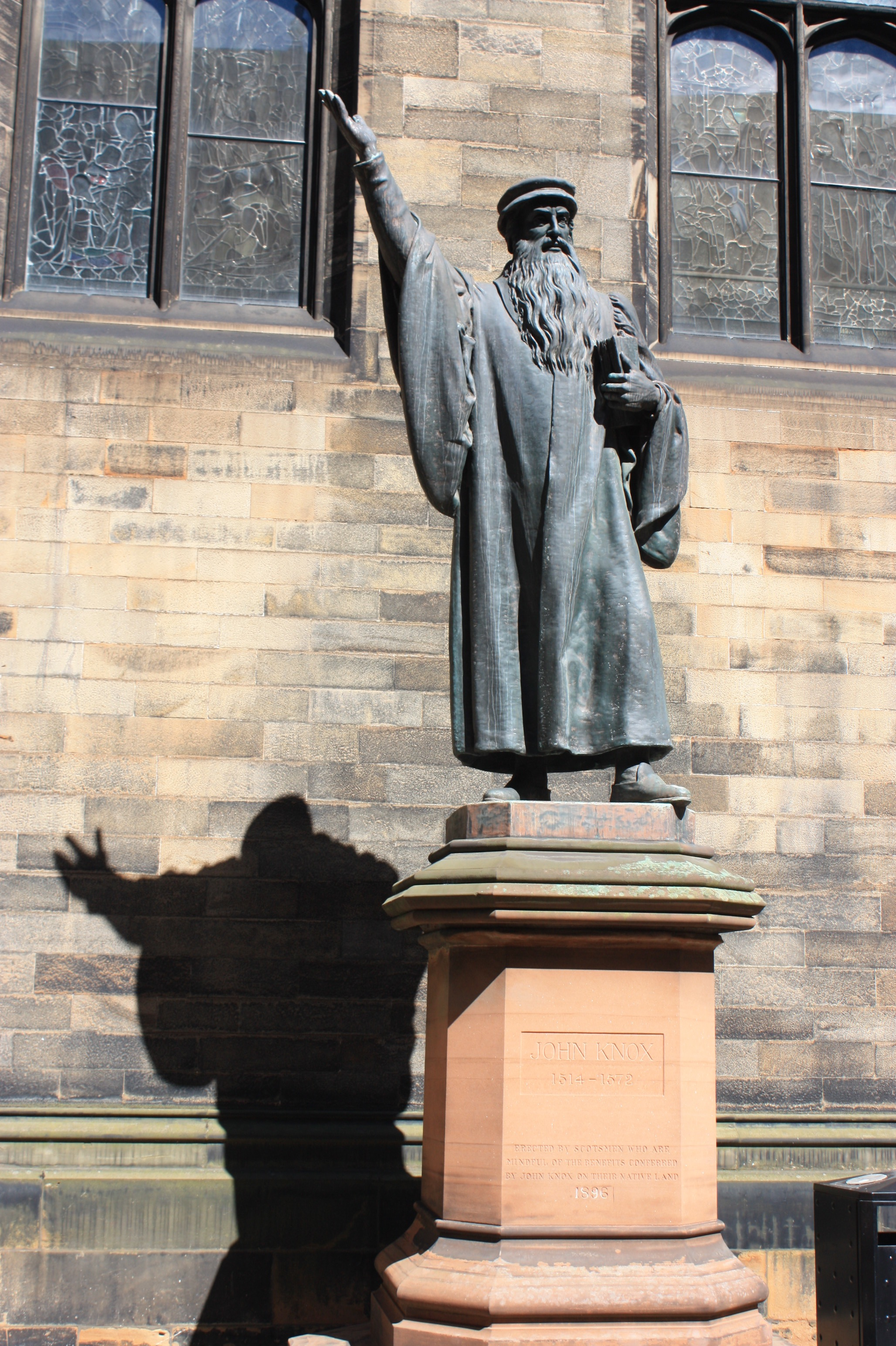
에딘버러 대학교에 있는 존 헛치슨(John Hutchison)의 작품인 존 녹스 동상

존 녹스(영어: John Knox, 1513년? ~ 1572년 11월 24일)는 스코틀랜드의 종교 개혁가이며 신학자이며 스코틀랜드 장로교회의 창시자이다. 본디 로마 가톨릭교회의 사제였으나 제네바에서 존 칼뱅에게 배우고 돌아와서 메리 스튜어트와 투쟁하여 개혁주의를 도입하였다. 세인트 앤드류스 대학교의 존 메이저(J. Major)로부터 신학을 배웠으며, 칼뱅의 영향으로 제네바의 잉글랜드 피난민 교회의 목사로 봉사하였다. 고국에 돌아와서 개신교 사상을 정착시켜 장로교 제도를 만들었다.

## 생애
녹스는 1505년 ~ 1515년 사이에 태어난 것으로 추정된다. 녹스의 아버지 윌리엄 녹스는 상인이었다. 그의 어머니는 녹스가 어릴 때 죽었다.
글래스고 대학교에서 수학한 후 로마 가톨릭교회에서 신부 서품을 받았다. 1545년까지 고향에서 공증인 일과 롱니드리의 더글라스 가문과 오미스턴의 코크번 가문의 가정교사일을 하던 중 순회 설교자 조지 위샤트를 만나 종교개혁사상을 받아들였다. 그 후 위샤트의 지지자가 되어 그가 설교할 때면 검을 들고 호위하곤 하였다.
낙스는 위샤트가 순교한 뒤로 시민운동의 지도자가 되어 세인트 앤드류스 수비대를 조직하여 왕실과 교회 당국에 항거하는 등 스코틀랜드 종교개혁을 이끌었다. 세인트 앤드류스 성이 종교개혁자 손에 들어가자 왕실과 가톨릭 교회는 프랑스에 원군을 요청하였다. 낙스와 수비대원들은 세인트 앤드류스를 방어하면서 프랑스에 대항하였다. 1547년 7월말경 세인트 앤드류스 성이 점령되었고 수비대원들은 모두 체포되었다.

## 갤리선 노예 시절
녹스는 프랑스로 잡혀가 갤리선의 노예로 노를 젓는 형벌을 받았다.
루아르(Loire)강의 갤리선에서 어느 날 한 로마 가톨릭교회 신부가 성모상을 갤리선의 노예들에게 보여주면서 “신을 모독한 이단자들, 성모에게 경배하라.”고 명령했다. 녹스의 차례가 왔을 때 그는 " 성모? 하나님의 어머니?"하며 냉소했다.
| “ | "이것은 하나님의 어머니가 아니다. '색칠한 나뭇조각'이다. 이따위는 경배하기는커녕 강물에 내던지는 것이 알맞다." | ” |

고 하면서 성모상을 강물에 던져버렸다.
녹스는 가장 암담했던 갤리선 노예 시절에도 동지들을 격려하며 용기를 북돋아 주었다.
| “ | "우리의 주장이 진실이니 반드시 이겨야 하고 또 이기고 말 것이다. 온 세계의 힘으로도 꺾지 못할 것이다. 진실은 하나님이 만드신 것이며, 그것만이 무적이다. 아무리 많은 '색칠한 나뭇조각'이 진실인 체 하여도 그것은 경배는커녕 강에 던지기에 알맞다." | ” |

1549년 초반 녹스 일행은 잉글랜드 국왕 에드워드 6세의 도움으로 극적으로 석방되었다.
이것은 가장 참기 힘든 경험으로, 그는 이런 삶의 처참함과 잔인함을 통해, 그 육체에 큰 타격을 입고, 평생동안 건강 문제로 고생을 하게 되었다.
1549-1551까지 뉴캐슬에서 타인에 이르는 지역을 돌보게 되었다. 그 후 런던으로 가 궁정에서 설교자로 일했다.
에드워드 6세가 16세의 나이로 죽자 피의 메리가 잉글랜드의 왕이 되었다. 그는 다른 여러 사람과 함께 도망쳐서 대륙으로 건너가 존 칼빈 밑에서 공부하기 시작했다. 그 이후 잉글랜드 피난민들의 목회자가 되었고, 여러 논란을 겪은 뒤 피난민들과 함께 제네바로 갔다. 1556-1559까지 잉글랜드인들의 목회자가 되었다.

## 스코틀랜드 신앙고백서
녹스는 1560년 7월 19일 세인트 자일스 교회당에서 프랑스군 퇴각 감사예배를 드렸고, 8월에는 왕실의 반대에도 불구하고 의회를 소집하여 종교개혁에 박차를 가하였다. 의회는 가톨릭 교회의 모든 집회를 불법으로 간주하고 프랑스와의 외교 단절을 선언하였다. 교황의 관할권을 폐기하였고 미사를 금하고 이를 세번 어기면 사형에 처하도록 하였다.. 또한 계급구조적인 교회 제도의 악습과 오류를 비판하고 교육 개혁과 빈민 구제를 결의하였다. 또 존 윌록(John Willock),스포티스우드, 더글라스와 로우 등 6명의 존(John)으로 신조 작성위원회를 구성하였다. 신조 작성위원회는 4일 만에 《스코틀랜드 신앙고백서》(The Scots Confession)를 작성하였다. 25개 조항으로 구성된 신앙고백서는 의회의 승인을 얻어 스코틀랜드의 신앙고백으로 채택되었다.
이 《스코틀랜드 신앙고백서》는 개신교를 그리스도의 흠이 없는 신부로, 로마 가톨릭교회를 지독한 음녀로 표현하였다(18장).

## 녹스와 메리 1세

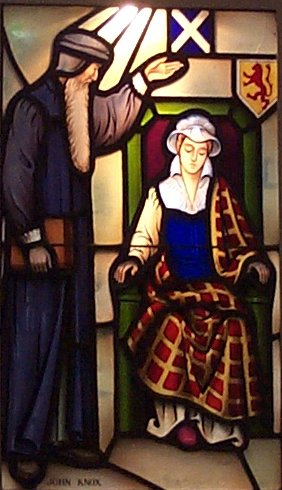
스테인드글라스 창문의 그림에 존 녹스와 스코틀랜드의 여왕, 메리 1세가 대화한다.

녹스가 쓴 책 《스코틀랜드 종교개혁사》(History of the Reformation in Scotland)에서 녹스는 로마 가톨릭 신자인 메리 1세와 가진 5가지의 "대화"들을 기록하였다. 메리가 녹스의 설교에 대해서 듣고 불러서 많은 질문을 하였다. 1562년 메리 여왕이 종교개혁을 방해하고 교황 정치를 회복하려고 하자, 녹스는 여왕의 정책을 비난하였다. 녹스는 스코틀랜드를 로마 가톨릭 국가로 바꾸려는 경솔함을 꾸짖고 "한번의 미사는 1000만명의 군대가 처들어오는 것보다 더 두렵다"고 설교함으로 여왕과의 전쟁을 시작하였다. 또한 녹스는 "왕이라도 법을 지키지 않으면 저항을 받게 될 것"이라고 경고하였다. 녹스와 여왕과의 제 2차 면담에서 메리가 일개 시민이 왕을 비난하는 것은 옳지 않다고 꾸짖자, 녹스는 예수께서도 세례 요한의 목을 벤 헤롯 왕을 여우라고 비난했음을 들어, 왕으로서 처신을 바르게 하라"고 맞섰다. 메리 여왕은 교황 비오 4세에게 잉글랜드에서 반종교개혁의 가능성을 알리는 편지를 보냈다. 글래스고의 대주교가 종교개혁자들을 억압하고, 47명이 로마 가톨릭교회로 회복할 것을 결의하였다는 등 스코틀랜드가 로마 가톡릭으로 복귀할 희망이 있음을 시사한 것이었다. 또한 메리 여왕은 1564년 스페인의 돈 카를로스(펠리페 2세의 아들)과 재혼을 추진 하였는데 이 결혼이 성사되면 스코틀랜드가 로마 가톨릭교회로 환원될 것이 분명했으므로 녹스는 메리 여왕의 결혼을 적극 반대하였다.
한번은 메리 1세가 자기가 돈 카를로스(펠리페 2세의 아들)와 결혼하는 것을 반대하는 녹스를 불렀다. 메리는 처음에는 녹스를 꾸중하고, 나중에는 울음을 터뜨렸다." 그대는 내 결혼과 무슨 상관이 있느냐?"라고 말했다. 녹스는 메리의 눈물이 자기를 슬프게 한다고 했으나, 자기는 가만히 있을 수가 없었다고 하였다. 이를 듣고 메리는 녹스가 나가도록 명령하였다.

## 평가
토머스 칼라일은 영웅숭배론에서 절망적인 갤리선에서도 굴하지 않고 자신의 진리를 추구하며 용기를 보여준 강직한 녹스의 성품을 높게 평가하여 마르틴 루터와 함께 '성직자로 나타난 영웅'이라며 이렇게 평가했다.
"그는 근대의 어떤 사람보다도 고대 히브리의 예언자를 닮았고, 불요불굴 굴관용, 신의 진리에 대한 엄격하고 편협한 애착, 진리를 저버리는 모든 것에 대해 신의 이름으로 하는 엄한 힐책, 실로 그는 16세기 에딘버러의 목사의 모습으로 태어난 히브리 예언자였다."
또 스코틀랜드의 섭정이었던 제임스 더글러스(James Douglas, 1516~81)는 그의 무덤에서 이렇게 말했다." 사람의 얼굴을 두려워한 일이 없는 사람, 여기 잠들다."
마틴 로이드 존스는 존 녹스에 대해 토머스 칼라일의 말을 빌어 청교도의 창시자로 주장하였다.

## 저서
종교개혁사: A History of the Reformation.

## 참고 문헌
- Kingdon, Robert M. (1995). 《The Cambridge History of Political Thought 1450–1700》. Cambridge: Cambridge University Press. ISBN 0-521-47772-7.
- MacGregor, Geddes (1957). 《The Thundering Scot》. Philadelphia: The Westminster Press.
- Park, Jae-Eun. 《John Knox's Doctrine of Predestination and Its Practical Application for His Ecclesiology(존 낙스의 예정론에 나타난 실천적 적용의 교회론적 함의)》. Puritan Reformed Journal, 5, 2 (2013): 65-90.